# آيت مسروح الوسطى (كرامة)
آيت مسروح الوسطى هي إحدى مشيخات المملكة المغربية، تتبع جغرافيا لإقليم ميدلت وإداريًا لكرامة. يقدر عدد سكانها بـ 2939 نسمة حسب الإحصاء الرسمي للسكان والسكنى لسنة 2004.